# Kuzmice
Kuzmice es un municipio del distrito de Trebišov en la región de Košice, Eslovaquia, con una población estimada a final del año 2024 de 1744 habitantes.
Se encuentra ubicado al este de la región, en la cuenca hidrográfica del río Ondava (afluente del río Bodrog que, a su vez, lo es del Tisza), y cerca de la frontera con la región de Prešov y Hungría.

## Demografía
| Año        | 1994 | 2004     | 2014    | 2024    |
| ---------- | ---- | -------- | ------- | ------- |
| Población  | 1404 | 1651     | 1710    | 1744    |
| Diferencia |      | +17,59 % | +3,57 % | +1,98 % |

| Año        | 2023 | 2024    |
| ---------- | ---- | ------- |
| Población  | 1732 | 1744    |
| Diferencia |      | +0,69 % |